# Plagiothecium chapmannii
Plagiothecium chapmannii là một loài Rêu trong họ Plagiotheciaceae. Loài này được (Duby) A. Jaeger miêu tả khoa học đầu tiên năm 1878.